# Glyptophysa oconnori
Glyptophysa oconnori är en snäckart som först beskrevs av Cumber 1941.  Glyptophysa oconnori ingår i släktet Glyptophysa och familjen posthornssnäckor. IUCN kategoriserar arten globalt som otillräckligt studerad. Inga underarter finns listade i Catalogue of Life.